# Koba LaD
Koba LaD, pseudonimo di Marcel Junior Loutarila (Saint-Denis, 3 aprile 2000), è un rapper francese di origine congolese.

## Biografia

### Origini e infanzia
Koba LaD nacque a Saint-Denis nel 2000 da genitori di origine brazzà-congolese, e ha vissuto con la madre e dieci, tra fratelli e sorelle, nel quartiere di Bois-Sauvage, prima di trasferirsi nel quartiere di Parc aux Lièvres, nel comune di Évry-Courcouronnes (dipartimento dell'Essonne), intorno ai dieci anni.

### Debutto nel rap
Marcel Loutarila iniziò a rappare a quindici anni. Mentre si stava preparando per il diploma di maturità professionale in commercio, a sedici anni, allora in seconda classe, fu espulso dal liceo per assenze ingiustificate.
Il suo nome d'arte si ispira alla scimmia Koba della saga del Pianeta delle scimmie (ispirato ad un romanzo francese); “LaD” significa “l’intraprendente, il dettagliato, l’alto”.

### 2017-2018: Rivelazione al grande pubblico e primo album
Nel dicembre 2017 inizia la serie di freestyle “Ténébreux” che lo farà conoscere a livello nazionale, permettendogli di firmare per l'etichetta Def Jam France. L'11 maggio 2018 venne pubblicato un EP che raccoglie i cinque freestyle.
Basandosi sul suo nuovo successo, Koba LaD svela i titoli di tre nuovi singoli: Train de vie, J'encaisse, La C e Oyé. In seguito il 28 settembre 2018 pubblica il suo primo album in studio, intitolato VII. L'album ottenne 18.604 copie vendute durante la prima settimana. Questo primo album salì in cima alla classifica Apple Music e venne prima, certificato disco d'oro a novembre 2018 e poi, a fine marzo 2019, disco di platino.

### 2019: L'Affranchi
Il 19 aprile 2019 pubblicò il suo secondo album in studio intitolato L'Affranchi. Il titolo fa riferimento al film Les Affranchis (In Italia pubblicato con il nome: Quei bravi ragazzi) di Martin Scorsese. Il progetto comprende quindici tracce e prevede collaborazioni con i rapper Niska, Maes e Ninho. Il 27 settembre pubblicò una versione Deluxe dell'album, contenente cinque tracce in più. L'album è stato certificato disco di platino nel novembre 2019 e doppio disco di platino nel settembre del 2022.

### 2020-2021: Détail e Le classico organisé
Il 22 settembre 2020, Koba LaD annuncia l'imminente uscita del suo nuovo album Détail, la cui pubblicazione venne prevista per il 23 ottobre 2020. Il giorno prima dell'uscita dell'album, pubblicò il videoclip del singolo Coffre plein con Maes e Zed. Durante la sua prima settimana online l'album totalizzò circa 16.670 vendite.
Nel novembre 2021, ha partecipato al progetto collettivo Le Classico organisé, su iniziativa del rapper francese Jul, riunendo più di 150 rapper delle Bocche del Rodano all'Île-de-France.

## Controversie e condanne

### 2020

#### Accuse di omofobia
Nel febbraio 2020, Koba LaD suscitò numerose polemiche condividendo su Snapchat uno screenshot di un articolo sull'omicidio del quattordicenne Giovanni Melton, ucciso da suo padre. Il rapper commentò l'articolo, intitolato: “Questo padre uccide il proprio figlio di 14 anni perché era gay. Preferisce un figlio morto a un figlio gay.", dicendo: "Bien joué". Koba LaD dichiarò di essersi “espresso male” e precisa: Non perdono l’omicidio o il bambino gay.
A causa di questo pensiero espresso pubblicamente venne cancellata la sua presenza da diversi festival tra cui Garorock e Dour Festival.

#### Covid-19
Nel marzo 2020, durante la pandemia di Covid-19, aveva assicurato che non avrebbe rispettato il confinamento sanitario prima di tornare su queste osservazioni qualche giorno dopo. Koba LaD presentò infatti il suo nuovo videoclip, Ça ira mieux demain, con un messaggio profilattico attraverso il quale esprime anche la sua gratitudine al personale ospedaliero.

#### Incidente stradale a Marsiglia
Il 20 novembre 2020, intorno alle 18:30, per le strade di Marsiglia, rimase coinvolto in un incidente stradale in seguito al quale fuggì. Ricevette in seguito una pena detentiva di tre mesi con sospensione della pena, 140 ore di servizio comunitario e una sospensione della patente di quattro mesi.

### 2021
Il 10 novembre 2021, Koba LaD e il suo entourage sono stati aggrediti da un gruppo di giovani brussellesi di origine marocchina prima della suo showcase al Mirano di Bruxelles. Il motivo dell'aggressione sarebbe che Koba LaD avrebbe risposto a un utente internet su Twitter: "Ho battuto i tuoi cugini in Marocco grazie alla mia musica, figlio di puttana...", questi commenti vennero interpretati come offensivi e degradanti nei confronti delle donne marocchine. A ciò sono seguiti immediatamente appelli al boicottaggio dell'artista e persino minacce di morte nei suoi confronti. La polizia di Bruxelles intervenne ponendo fine allo scontro, ne è seguito lo showcase. Koba LaD smentì l'incidente avvenuto a Bruxelles tramite una storia su Instagram.

### 2022
Il 29 novembre 2022, Koba LaD venne posto in custodia cautelare insieme ad altre tre persone nel carcere di La Santé e poi a Bois d'Arcy, sospettato di aver partecipato a una violenta rissa scoppiata in una discoteca di Parigi.

## Discografia

### Album in studio
- 2018 – VII
- 2019 – L'Affranchi
- 2020 – Détail
- 2024 – Frères ennemis (con Zola)

### Mixtape
- 2021 – Cartel Vol. 1
- 2021 – Cartel Vol. 1 & 2

### EP
- 2018 – Ténébreux

### Singoli
- 2018 – Train de vie
- 2018 – J'encaisse
- 2018 – La C
- 2018 – Oyé
- 2018 – Plus vite que les balles (con Juicy P)
- 2019 – FeFe
- 2019 – Aventador
- 2019 – R44
- 2019 – Cellophané
- 2019 – RR 9.1 (feat. Niska)
- 2019 – Four
- 2019 – Sankhara #4 (chic) (con Bolémvn)
- 2019 – Mortel
- 2020 – La Sacoche (con Denzo)
- 2020 – Ca ira mieux demain
- 2020 – Laisse tomber
- 2020 – Ohlolo
- 2020 – Beldia
- 2020 – Titulaire (con SDM)
- 2020 – 7 sur 7 (feat. Freeze Corleone)
- 2020 – Coffre plein (feat. Maes e Zed)
- 2020 – Temps plein (freestyle Rapelite)
- 2020 – Tous les jours (con Shotas)
- 2021 – Quatre secondes (con Hiro)
- 2021 – Tue ça (feat. SDM e Guy2Bezbar)
- 2021 – Booska'cartel
- 2021 – Cramé (feat. Oboy)
- 2021 – Jour de paye (con Rimkus e Lacrim)
- 2021 – Nintch
- 2021 – Shoot
- 2021 – Mon bébé (feat. Jozii)
- 2021 – Doudou (feat. Naps)
- 2022 – Sombre (con Ashe 22)
- 2022 – La calle (con Franglish)
- 2022 – Chic choc (con Bolémvn)
- 2022 – Fumigène (con ElGrandeToto e Bolémvn)
- 2022 – Aqua (con RK)
- 2022 – Sur Paname (con Bolémvn)
- 2023 – Immonde (con Leto)
- 2023 – Une autre (con Kaaris)
- 2023 – Mi madre (con Morad)
- 2023 – Aller sans retour (con Zola)
- 2024 – Temps en temps (con Zola)
- 2024 – Freestyle BMF #1
- 2024 – Freestyle BMF #2
- 2024 – Un peu d'amour
- 2024 – 911 (con Ninho e Niska)
- 2025 – La Zone (con JC Reyes)